# Kreditportfolio
Ein Kreditportfolio ist im Bankwesen ein Portfolio, welches das gesamte Kreditgeschäft innerhalb des Geschäftsvolumens beinhaltet.

## Allgemeines
Das Kreditportfolio ist ein Aggregat, das bei allen Arten von Kreditinstituten vorkommt und aus dem Kreditgeschäft – dem wichtigsten Bankgeschäft – resultiert. Das in einem Kreditportfolio enthaltene Kreditrisiko kann für Kreditinstitute zu einem existenziellen Risiko werden, weil aus Kreditausfällen besonders hohe, die Eigenmittel gefährdende Verluste drohen können. Deshalb ist das Kreditportfolio ein wichtiger Untersuchungsgegenstand der Bankbetriebslehre.
Das Kreditportfolio ist der Bestand an Krediten bei Kreditinstituten. Typischerweise ist bei Kreditinstituten (Universalbanken, Spezialbanken) der Anteil der Kredite an der Bilanzsumme am höchsten im Vergleich zu allen anderen Bankgeschäften und Finanzprodukten; Kredite werden deshalb im Asset Management und Portfoliomanagement zu einem Kreditportfolio zusammengefasst. Es handelt sich um ein Portfolio (wie bei Fondsvermögen, Sicherungsvermögen, Sondervermögen, Wertpapierdepot), weil gleichartige Vermögenswerte (alle Kreditarten und auch Konsortialkredite, Kommunalkredite und Metakredite) und Merkmale (Ausfallrisiko, Emittentenrisiko, Gegenparteiausfallrisiko, Kreditrisiko) betroffen sind. Die im Kreditportfolio vorhandenen Finanzrisiken können die Risikotragfähigkeit eines Kreditinstituts beeinträchtigen, so dass ein einheitliches Risikocontrolling erforderlich ist.

## Zusammensetzung des Kreditportfolios
Ein Kreditportfolio entsteht durch die Gewährung von Krediten und deren Bilanzierung. Die Bankbilanz erfasst als Kreditvolumen die Kredite aller Art im Rahmen der Geldleihe (Kredite an natürliche Personen, Unternehmen, öffentliche Hand, Kredite an andere Staaten und deren Untergliederungen) am Bilanzstichtag. Im Geschäftsvolumen ist das außerbilanzielle Geschäft erfasst, wovon Bankavale, Akkreditive, Rembourskredite (Kreditleihe) und Kreditderivate als Sicherungsgeber (etwa Credit Default Swaps) zum Kreditportfolio gerechnet werden. Zum Kreditportfolio gehören mithin alle typischen Kreditrisiken, nicht jedoch die Bonitätsrisiken eines Anleiheschuldners; Wertpapiere zählen deshalb zum Wertpapierportfolio.

## Portfoliotheorien
Da das Kreditportfolio mit einem Wertpapierportfolio vergleichbar ist, hat es sich die Erkenntnisse der Portfoliotheorien zunutze gemacht. Das Wertpapierportfolio war der klassische Untersuchungsgegenstand der Portfoliotheorien, deren Ausgangspunkt die im März 1952 von Harry M. Markowitz entwickelte „Portfolio Selection Theory“ ist. Diese untersuchte zuerst das Investitionsverhalten an Kapitalmärkten insbesondere bei Wertpapieren wie Aktien und Anleihen. Die Untersuchung unterschied zwischen einem systematischen und einem unsystematischen Marktrisiko. Das systematische Risiko besteht darin, dass veränderte konjunkturelle Rahmenbedingungen, verifiziert durch ökonomische Fundamentaldaten (etwa Zinsniveau, Arbeitslosigkeit, Absatzkrise, Rezession), sich auf das Wertpapierportfolio auswirken. Das unsystematische Risiko hat mit der Bonität der Emittenten von Aktien und Anleihen zu tun und wirkt sich ebenfalls auf das Wertpapierportfolio aus. Ausgehend vom Idealfall des optimal diversifizierten Portfolios, wo das unsystematische Risiko vollständig eliminiert ist, wird versucht, die tatsächlichen Portfolios gegenüberzustellen.
George A. Akerlof befasste sich 1970 in seinem Aufsatz The Market for Lemons mit den Erkenntnissen der „adverse selection“ (Negativauslese). Sie ist ebenfalls auf Portfolios anwendbar und führt zu einer Verschlechterung des Wertpapier-/Kreditportfolios, weil über ein unangemessenes Rating und nicht risikogerechte Zinsen die Emittenten/Kreditnehmer nicht mit ihrem wirklichen Risiko gemessen werden, so dass die „guten“ Emittenten/Kreditnehmer einen Anreiz zur Abwanderung/Kreditablösung wegen ungünstiger Konditionen verspüren und die „schlechten“ Emittenten/Kreditnehmer eher wegen zu günstiger Konditionen verbleiben wollen. Den guten wird nämlich eine zu hohe Risikoprämie (Kreditzins) abverlangt, den schlechten eine eher zu niedrige. Folge ist, dass sich wegen dieser „adversen Selektion“ sehr wahrscheinlich nur noch schlechte Risiken im Portfolio befinden.
Auf den Geld- und Kapitalmärkten ist zu beobachten, dass im Falle beschränkender geldpolitischer Maßnahmen durch Zentralbanken (etwa Leitzinserhöhung, Mindestreserveerhöhung) über einer Verminderung der Kreditwürdigkeit von Kreditnehmern (etwa durch Wertverluste bei beliehenen Wertpapieren und Immobilien) die Kreditrisiken im Kreditportfolio der Banken steigen. Adverse Selektion und Moral Hazard – bedingt durch Informationsasymmetrien zwischen Kreditnehmern und Kreditgebern – könnten Banken dann veranlassen, anstelle von Zinserhöhungen eine Kreditrationierung (Kreditklemme) mit kontraktiven Folgen für die gesamtwirtschaftliche Nachfrage vorzunehmen.

## Übertragung auf das Kreditportfolio
Hans-Jacob Krümmel war noch 1976 der Auffassung, dass die Portfoliotheorie aus organisatorischen Gründen im Kreditgeschäft nicht anwendbar sei. Er begründete dies insbesondere mit weitgehend dezentralisierten Kreditentscheidungen, die unkoordiniert ausfallen würden, und dem fehlenden Überblick der Entscheidungsträger. Krümmel übersah bei diesen – überwindbaren – organisatorischen Hindernissen ein wesentlich bedeutsameres Hindernis, nämlich das falsche Risikomaß. Markowitz misst nämlich das Risiko durch die Standardabweichung der Wertpapierrenditen, während im Kreditbereich als Risikomaß der Value at Risk heranzuziehen ist. Die Standardabweichung lässt nämlich keine Aussage über die Wahrscheinlichkeit von Verlusten im Kreditportfolio zu. Da der Value at Risk verfügbar ist und die organisatorischen Probleme beseitigt werden können, steht der Anwendung der Portfoliotheorie im Kreditgeschäft nichts im Wege.
Dabei ist zu bedenken, dass ein Kreditportfolio nicht bloß die Einzelrisiken aller Kredite addiert, sondern auch deren spezifische Interaktion und Korrelation untereinander berücksichtigt. Durch die planmäßige Überwachung von Klumpenrisiken und Granularität können diese ungünstigen Korrelationsbeziehungen reduziert werden. Das Gesamtrisiko sinkt, je geringer die einzelnen Kredite positiv miteinander korrelieren. Demnach sinkt das Risiko durch Diversifikation, also Risikostreuung. Eine Risikostreuung kann entweder durch viele betraglich kleine Kredite (Granularität) oder durch Aufteilung in unterschiedliche Kreditnehmer, Fremdwährungen, Ratingklassen, Branchen und Regionen (Klumpenrisiko) erfolgen.

## Überwachung des Kreditportfolios
Diskriminanzanalyse
Mit Hilfe der Diskriminanzanalyse kann eine Risikobeurteilung des Kreditportfolios vorgenommen werden. Ergebnis der Diskriminanzanalyse ist eine lineare Diskriminanzfunktion bestimmter betriebswirtschaftlicher Kennzahlen und ein „kritischer Diskriminanzwert“. Der Diskriminanzwert schwankt zwischen den Extremwerten „Zahlungsfähigkeit“ (Solvenz) und Insolvenzrisiko (Insolvenz). Durch verdichtete Kennzahlen ergeben sich Kreditratings, so dass das Kreditportfolio in Risikoklassen unterteilt werden kann.
Kennzahlen
Der erwartete Verlust {\displaystyle EL} eines einzelnen Kredits oder eines Kreditportfolios ist das Produkt aus der Ausfallkredithöhe {\displaystyle EAD}, Ausfallwahrscheinlichkeit {\displaystyle PD} und Ausfallverlustquote {\displaystyle LGD}:
{\displaystyle EL=EAD\cdot PD\cdot LGD}.
Hierin wird unterstellt, dass der erwartete Verlust die einzige unsichere Variable darstellt, wogegen die Ausfallkredithöhe und die Ausfallverlustquote mit Sicherheit bekannt sind. Das ist in der Wirklichkeit jedoch nicht der Fall. Der erwartete Verlust kann sich dabei auf einen einzelnen Kredit oder ein ganzes Kreditportfolio beziehen. Das Risikomaß für einen Kredit oder ein ganzes Kreditportfolio sind die Standardabweichung und der Value at Risk. Letzterer ist die Differenz zwischen den Zahlungseingängen aus Kredittilgungen bei vollständigem Schuldendienst und demjenigen Geldrückfluss, der mit einer bestimmten Wahrscheinlichkeit (Konfidenzniveau) nicht unterschritten wird. Der erwartete Verlust wird minimiert, wenn Ausfallkredithöhe, Ausfallwahrscheinlichkeit oder Ausfallverlustquote sich verringern, etwa durch Risikostreuung.
Konzentrationsanalyse
Die Risiken eines Kreditportfolios bestehen aus erwarteten und unerwarteten Kreditverlusten (englisch expected/unexpected loss). Der unerwartete Verlust kann durch den Value at Risk ermittelt werden und ist umso niedriger, je geringer die Konzentration im Kreditportfolio ausfällt (Anzahl der Kreditnehmer, Verteilung des Kreditvolumens und Korrelation der Einzelkredite). Das bankbetriebliche Kreditrisikomanagement hat die Aufgabe, eine Optimierung der Portfoliostruktur herbeizuführen. Konzentrationsanalysen teilen dabei das Kreditportfolio nach allen erdenklichen Kriterien auf, insbesondere nach Kreditnehmern und deren Korrelationen, Branchen, Regionen oder Währungen. Eine hohe positive Korrelation bedeutet, dass ein enger Zusammenhang zwischen bestimmten Kreditnehmern im Kreditportfolio besteht, so dass durch einen hoch positiv korrelierenden Neukredit das Gesamtrisiko im Portfolio überproportional wächst. Ziel muss es sein, Kredite mit möglichst negativen Korrelationen im Neukreditgeschäft zu gewähren. Das gelingt einerseits durch diese Risikodiversifikation, andererseits auch durch erhöhte Bonitätsanforderungen, Hereinnahme von Kreditsicherheiten, Kredithandel oder Kreditderivate. Kredithandel kommt alleine bereits deshalb zustande, weil ein verkaufsbereites Institut eine starke positive Korrelation vermindern möchte und das kaufwillige durch den gehandelten Kredit sogar eine negative Korrelation erzielen kann. Ist das Kreditportfolio hierdurch hoch diversifiziert, so wird ein Neukredit lediglich zu einer geringen Risikoprämie führen und umgekehrt. Ein Diversifizierungseffekt tritt ein, wenn die Korrelation der Kreditnehmer kleiner als +1 (bis maximal −1 bei einer negativen Korrelation) beträgt. Das systematische Kreditrisiko lässt sich durch Streuung wegdiversifizieren, während das unsystematische Risiko bei negativ korrelierenden Krediten eliminierbar ist. Dieser Diversifizierungseffekt wirkt sich auf den Credit Spread aus, denn bei geringen Konzentrationsrisiken (also etwa negativer Korrelation) kann der bankinterne Credit Spread unter den im Markt vorhandenen Credit Spread sinken und umgekehrt. Der risikoadäquate Spread ist erreicht, wenn der bankinterne Credit Spread mit dem Marktspread übereinstimmt.

## Verkauf von Kreditportfolios
Kreditportfolios oder Teile hiervon können zwischen Kreditinstituten verkauft, gehandelt, gegen Kreditausfälle versichert oder verbrieft werden.
Der Verkauf von Kreditportfolios erfolgt im Rahmen von Asset Backed-Transaktionen an eine Zweckgesellschaft (englisch special-purpose entity), die als Emittent von forderungsbesicherten Wertpapieren (englisch asset backed securities; ABS) eine Verbriefung (englisch securitization) vornimmt.
Der Kredithandel ist in angelsächsischen Finanzmärkten bereits sehr weit entwickelt. In den Jahren seit 2002 wurden eine Reihe von Kreditportfolios auch in Deutschland verkauft. Hierbei wurden von deutschen Kreditinstituten häufig Portfolios mit notleidenden Krediten an spezialisierte ausländische Investoren veräußert. Aber auch der Verkauf nicht leistungsgestörter Kredite hat aufgrund der strategischen Neuausrichtung vieler Institute zugenommen. Technisch erleichtert wird der Kredithandel, wenn die Handelsobjekte als Transferable Loan Facilities ausgestaltet sind.
Vorteile
Durch den Verkauf von Teilen seines Kreditportfolios kann das Kreditinstitut seine Eigenmittel entlasten und Spielraum für die Gewährung neuer Kredite schaffen. Durch den Risikotransfer auf den erwerbenden Investor reduziert es überdies sein eigenes Kreditausfallrisiko. Durch die Investition in ein Kreditportfolio ist es Investoren möglich, Kapital in Kredite an spezielle Zielgruppen zu investieren, ohne selbst als Kreditgeber auftreten zu müssen. Hierdurch ist eine breitere Risikodiversifizierung von Kreditrisiken möglich.
Nachteile
Häufig ist es Kreditnehmern nicht bekannt, dass ihr Kredit vom Kreditgeber veräußert werden kann. Mit dem neuen Kreditgeber wechseln nicht nur Ansprechpartner, sondern auch vielfach die Kulanz auf der Seite des Kreditgebers. Das Vertrauensverhältnis zwischen Kreditnehmer und (altem) Kreditgeber kann hierdurch gestört werden. Gerade bei Universalbanken ist dies ein für beide Seiten negativer Aspekt des Verkaufs.

## Wirtschaftliche Aspekte
Das Kreditportfolio wird im Rahmen der Portfoliotheorie und des Capital Asset Pricing Models als Portfolio angesehen, dessen Finanzinstrumente und Finanzprodukte einem Finanzrisiko unterliegen, das in ein systematisches und unsystematisches Risiko unterteilt wird:
| Art                     | Merkmale | Risikomaß   | Risikodiversifizierung | Risikoprämie |
| ----------------------- | --- | ----------- | ---------------------- | ------------ |
| systematisches Risiko   | Gesetzesänderungen, Konjunktur, Änderung der Marktdaten, Marktentwicklung, Naturkatastrophen, Wetterrisiko                        | Betafaktor  | Nein                   | Ja           |
| unsystematisches Risiko | Unternehmensdaten wie Bonitätsrisiko, Geschäftsrisiko, Kreditrisiko, Produktrisiko, Rating, Reputationsrisiko, Unternehmenskrisen | Alphafaktor | Ja                     | Nein         |

Das systematische Risiko besteht ausschließlich auf exogenen Einflüssen, das unsystematische Risiko dagegen aus endogenen, die nur bei einem bestimmten Kreditnehmer vorhanden sind.
Derartige Risiken müssen innerhalb der Risikopolitik durch das Risikomanagement identifiziert (Risikoidentifikation), analysiert (Risikoanalyse), quantifiziert (Risikoquantifizierung), bewertet (Risikobewertung) und bewältigt (Risikobewältigung) werden. Die Risikobewältigung erfolgt durch Streuung im Portfolio etwa nach Anlageklassen, Bonität, Branchen (Branchenmix), Fremdwährungen, Kreditnehmern, Laufzeiten, Regionen, Risikoklassen oder Staaten sowie der Vermeidung/Beseitigung von Klumpenrisiko oder Verringerung der Kredithöhe. Zudem können Sicherungsgeschäfte unsystematische Risiken bei einzelnen Finanzprodukten/Finanzinstrumenten ganz oder teilweise eliminieren wie etwa ein Credit Default Swap das Kreditrisiko.
Das für ein Kreditportfolio zuständige Portfoliomanagement hat kaum bankenaufsichtsrechtliche Vorschriften zu beachten. Die Granularität versucht, das Kreditrisiko im Hinblick auf die Ausfallkredithöhe durch Streuung zu mindern. Groß- und Millionenkredite sollen nach Möglichkeit selten gewährt werden etwa durch Risikoverteilung innerhalb eines Bankenkonsortiums oder Metakredits auf mehrere Banken. Eine geringe Granularität ist bei wenigen Groß- und Millionenkrediten vorhanden, wenn deren prozentualer Anteil am gesamten Kreditportfolio einer Bank hoch ist und umgekehrt. Das Kreditwesengesetz (KWG) und die Kapitaladäquanzverordnung (CRR) haben beide von der Ausfallkredithöhe abhängenden Kreditarten als granulares Risiko identifiziert und einer Obergrenze bzw. Meldepflicht unterworfen (Meldewesen nach den §§ 13 KWG, § 13c KWG und § 14 KWG). Die Großkredit- und Millionenkreditvorschriften legen Kreditnehmer, Kredithöhe und Anzahl der Groß- und Millionenkredite offen. Stochastische Abhängigkeiten zwischen den hiervon betroffenen Kreditnehmern werden durch bankinterne Kreditnehmereinheiten (Art. 4 Abs. 1 CRR) und die Gruppe verbundener Kunden (Art. 4 Abs. 1 Nr. 39 CRR) erreicht.
Das Klumpenrisiko ist ein unsystematisches Risiko und ein erhöhtes Ausfallrisiko, das sich durch Konzentration eines großen Anteils eines Kreditportfolios in einen Vermögenswert oder in mehrere Vermögenswerte mit hoher positiver Korrelation untereinander ergibt. Dies wirkt sich aus durch ähnlich hohe oder identisch hohe Korrelationswerte bei Branchen, Fremdwährungen, Kreditnehmern, Ratingklassen oder Regionen, wodurch die Risikotragfähigkeit eines Kreditinstituts erreicht oder überschritten werden kann.